# 绍滕
绍滕（德語：Schotten，發音：[ˈʃɔtn̩] ⓘ）是德国黑森州吉森行政区福格尔斯山县的城市，面积133.56平方千米，2023年12月31日人口为10,053人。